# バーニア制御
バーニア制御（バーニアせいぎょ）またはバーニヤ制御は、主たる制御機器に加えて補助的な制御機器を用いることによって、出力変動を小さくしたり微調整を行う手法である。バーニアの語は長さの測定機器であるノギスの補助目盛（副尺）に由来する。
本項では、鉄道における電気車の速度制御に対し、本方式を用いた主電動機の電圧制御について主として述べる。

## バーニア抵抗制御
電気機関車や電車など電気を動力源とする電気鉄道は、19世紀末に登場以来、直巻整流子電動機（以下、直流電動機）が用いられてきた。直流電動機は起動時のトルク特性に優れるほか、速度制御が容易であり、20世紀末にVVVFインバータ制御による交流電動機駆動が主流となるまで、約1世紀にわたり電気車の主電動機として広く用いられた。
直流電動機の速度制御方法として採用実績が多かったのが抵抗制御方式である。安価かつ簡便に電動機の電圧を制御する方法であったが、簡便であるがゆえの課題もあり、バーニア抵抗制御はその解決策の一つとして用いられたものである。

### 抵抗制御とその問題点
直巻電動機は、電流値が回転速度に反比例する特性を持ち、回転力（トルク）は電流値の2乗に比例することから、始動トルクが大きく、電気車の電動機として望ましい特性を持っている。しかしながら、始動時に定格電圧を作用させると電流やトルクが過大となるため、電動機にかかる電圧を低くして始動する必要がある。ここで、抵抗器を電動機と直列に配置し、電動機に作用する電圧と電流を抑えて始動する方法が抵抗制御である。
電動機は回転速度が上昇すると、電動機内部に逆起電力を生じ、電流およびトルクが減少する。そこで、抵抗制御では速度の上昇に合わせて、設定された一定の限流値まで電流が減少すると、抵抗値を減らして次のノッチに進み、電動機に作用する電圧を上げ、一定の電流（トルク）を確保しながら加速を行う（図1-1）。
抵抗制御における問題点のひとつは、電圧の制御が不連続な段階制御となることである。抵抗制御における回転速度と電流の関係をグラフ化し図1-2に示す。抵抗制御は有限個の抵抗器を切り替えて電圧や電流を制御する方法であることから、抵抗値の切換にともない電流値が急変しグラフはのこぎり状となる。電流値の急変はトルクの急変となることから、加速時にショックをともない乗り心地を損ねる。また、鉄道は鉄の車輪と鉄のレールを用いるため、両者の摩擦力（粘着力と呼ぶ）がきわめて小さく、トルクの急変は空転を引き起こす原因となりかねない。

### バーニア抵抗器による解決
段階制御の影響を抑えるには、切り替える段数を多くして抵抗値のきざみを小さくすることが有効である。ここで、主たる抵抗器（主抵抗器）のほかに副抵抗器（バーニア抵抗器）を設け、この両者を組み合わせて多数の段階を得るのがバーニア抵抗制御である。通常の抵抗制御に比べ段数が多いことから超多段抵抗制御とも呼ぶ。
図1-3・図1-4にバーニア抵抗制御の概念図を示す。主抵抗器を切り替えるとき、その差に相当する抵抗値を細分したものを副抵抗器として用意し、抵抗値の微調整を行うものである。図では4個の副抵抗器を用意し、主抵抗器の切り替えによる抵抗値の変化を5分の1に抑えている。これによって、トルクの変動を小さく抑え、粘着力ぎりぎりの引張力を駆動軸に与えることができる。
バーニア抵抗制御は抵抗制御方式の性能向上策として、重量の大きい貨物列車を牽引する電気機関車や、加速性能の高い電車に用いられた。以下に日本の事例を示す。
- 電気機関車 - 日本国有鉄道（国鉄）ED60形・ED61形・ED62形・EF30形・EF60形・EF62形・EF63形・EF64形・EF65形・EF66形・EF81形・西武鉄道E851形

- 電車 - 東武鉄道8000系・小田急電鉄2400形（HE車）・営団地下鉄3000系・南海電気鉄道6000系・近畿日本鉄道（近鉄）900系・国鉄103系（地下鉄対応型）

| 日本ではじめてバーニア抵抗制御を採用した国鉄ED60形電気機関車 |  | 東武8000系電車 |
| 日本ではじめてバーニア抵抗制御を採用した国鉄ED60形電気機関車 |  | 東武8000系電車 |

## バーニア連続位相制御
交流電化路線を走行する交流電気車においても、20世紀末ごろまで直流電動機が主として用いられたが、直流電気車とは異なる制御方式が採られた。交流電気車は電圧の制御が容易であり、抵抗制御を用いることなく、直巻電動機にかかる電圧を変えることが可能であった。とくに連続位相制御と呼ばれる方式は、電圧を連続的に変化させることが可能であり、抵抗制御の課題であった不連続な回転力（トルク）の変化が生じない方式であった。その一方で位相制御は高調波と呼ばれるノイズを生じ、誘導障害を引き起こすことが課題であった。バーニア連続位相制御は、その対策の一つである。

### 位相制御と高調波
交流を取り入れ整流子電動機を駆動する交流電気車は、直流電気車のような抵抗制御を一般に用いず、交流車独自の電圧制御が行なう。一つは変圧器を用いる方法で、入力側（1次側）と出力側（2次側）の巻線比率によって異なる電圧を得ることができる。変圧器に切り替え可能なタップを設ければ、段階的に電圧を変えることが可能となり、これをタップ制御と呼ぶ。
もう一つの方法が位相制御である。タップ制御が電圧そのものを変えるのに対し、スイッチング機能を持つ整流器等によって特定の時間のみ電流を導通させ、平均電圧を制御する方法である。図2-2に位相制御の仕組みを示す。トリガと呼ばれる信号電流を制御電極に与えると交流電流が流れ、電流がゼロになるまで流れ続ける。トリガを与えるタイミングを変化させると、半波長分の導通を0から100パーセントまで自在に制御でき、平均電圧を連続的に変えることができる。位相制御は、格子電極付の水銀整流器や磁気増幅器で行われ、交流電気車においても段階制御であるタップ制御の電圧を補完的に連続制御する方法として用いられた。その後、小型・軽量の半導体素子であるサイリスタの実用化によって、すべてを位相制御で行うサイリスタ連続位相制御へと発展する（図2-3）。

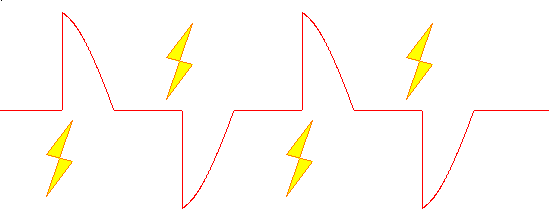
図2-4 位相制御の問題。交流波形を乱し、ノイズを発生させる。

位相制御は連続的に電圧を制御できることから、粘着性能に優れ、空転を起こしにくいことが特長である。その反面、位相制御は正弦波である交流波形を途中でカットする方式であり、波形を乱して高調波ノイズを発生させる（図2-4）。このノイズが大きいと信号や通信といった地上設備に悪影響を与える誘導障害を引き起こすことが問題であった。この影響を抑制するには、ノイズを除去するフィルタを設けたり、変圧器の2次側を分割して複数の制御素子を順次位相制御し、個々の制御幅を小さくすることが効果的である。しかしながら、いたずらに素子数を増やすことは制御機器のコスト増を招くことから、実用上は2分割から6分割程度であった。
| サイリスタ連続位相制御（順次制御）                                                                                                | \| ステップ \| 1 \| 2 \| 3 \| 4 \| 5 \| \| -------- \| - \| - \| - \| - \| - \| \| T1 \| \| \| \| \| \| \| T2 \| \| \| \| \| \| \| T3 \| \| \| \| \| \| \| T4 \| \| \| \| \| \| |   |   |   |   |
| 図2-3 サイリスタ連続位相制御（4分割）の回路（左）と動作（右）。サイリスタブリッジT1からT4まで順に位相制御し、電圧を連続制御する。 | |   |   |   |   |
| ステップ | 1 | 2 | 3 | 4 | 5 |
| T1 | |   |   |   |   |
| T2 | |   |   |   |   |
| T3 | |   |   |   |   |
| T4 | |   |   |   |   |

### バーニア連続位相制御による高調波の低減

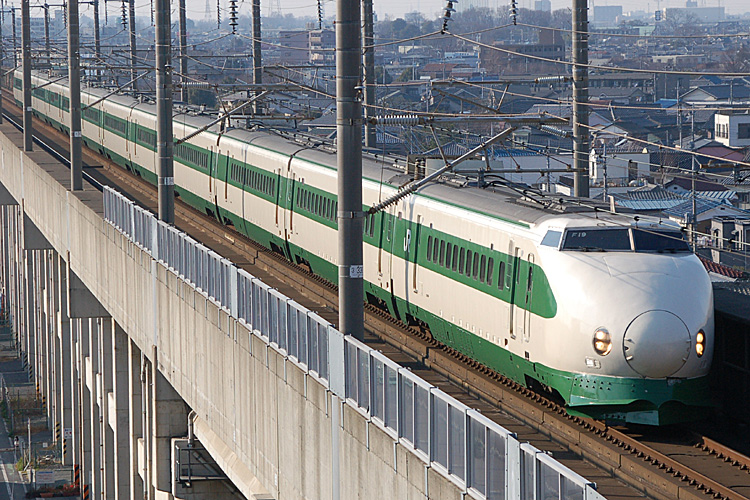
不等6分割のバーニア連続位相制御を採用した新幹線200系電車

そこで、少ない素子数で位相制御幅を小さくし、高調波の影響を抑える仕組みがバーニア連続位相制御である。本方式では変圧器の2次側を不等分割し、容量の小さな2組のサイリスタブリッジと、その2倍の容量を持つブリッジによって構成される。図2-5に不等5分割の事例を示す。この事例では、ブリッジT1・T2を巻線比率の8分の1とし、残りのT3・T4・T5を4分の1とする。T1を連続位相制御しT2と組み合わせることで8分の1単位で位相制御を行い、5分割でありながら8分割相当の細かな制御ができ、高調波の影響を小さくすることができる。
バーニア連続位相制御は1973年、国鉄によって試験車である新幹線961形電車に不等5分割方式の試験が実施された。961形は全国新幹線網計画に基づき、東海道・山陽新幹線と東北・上越新幹線の直通運転を想定した車両であった。これらの新幹線は東京駅を境に商用電源周波数が異なっており（東京駅以西が60Hz、以東が50Hz）、両者に対する高調波フィルタを設けることが困難であったため、本方式を採用して高調波そのものの低減を図ることを目的とした。
さらに東北・上越新幹線の先行試作車である新幹線962形電車（1979年）に不等6分割（10分割相当）のバーニア連続位相制御が採用され、営業車両である200系（1980年）にも同方式が踏襲された。結局、東京駅を挟んだ新幹線の直通運転は行われることはなく、961形・200系は電源周波数50Hzのみの対応となったが、連続位相制御を行うブリッジが一つだけでよいことから、機器の簡素化に寄与した。
その後、サイリスタの高耐圧化や変圧器による高調波対策が進んだことから、東海道・山陽新幹線の100系（1985年）は素子数を減らした4分割の順次制御とされ、以来バーニア連続位相制御は採用されていない。
| サイリスタ連続位相制御（順次制御） | \| ステップ \| 1 \| 2 \| 3 \| 4 \| 5 \| 6 \| 7 \| 8 \| 9 \| \| -------- \| - \| - \| - \| - \| - \| - \| - \| - \| - \| \| T1 \| \| \| \| \| \| \| \| \| \| \| T2 \| \| \| \| \| \| \| \| \| \| \| T3 \| \| \| \| \| \| \| \| \| \| \| T4 \| \| \| \| \| \| \| \| \| \| \| T5 \| \| \| \| \| \| \| \| \| \| |   |   |   |   |   |   |   |   |
| 図2-5 サイリスタバーニア連続位相制御（不等5分割）の回路（左）と動作（右）。サイリスタブリッジのうちT1・T2は全巻数の8分の1、それ以外は4分の1である。T1のみを位相制御し、他はオンオフのみを制御する。8分割相当の制御が可能。 | |   |   |   |   |   |   |   |   |
| ステップ | 1 | 2 | 3 | 4 | 5 | 6 | 7 | 8 | 9 |
| T1 | |   |   |   |   |   |   |   |   |
| T2 | |   |   |   |   |   |   |   |   |
| T3 | |   |   |   |   |   |   |   |   |
| T4 | |   |   |   |   |   |   |   |   |
| T5 | |   |   |   |   |   |   |   |   |